# Franco Fiori
 (mars 2022).
Pour les articles homonymes, voir Fiori.
Franco Fiori, alias Jean-Philippe Pitre, alias Jean-Philippe Auteuil, alias Clint Taschereau est un étudiant en théâtre qui aime se moquer des médias québécois en faisant preuve d'absurde dans ses nombreuses apparitions à la télé. Il a ainsi participé à plusieurs émissions de télé dont l'émission Droit au cœur, Claire Lamarche (1999), les nouvelles TVA, les auditions de Star Académie, Occupation double, etc. Par rapport à son apparition à l’émission de Droit au cœur avec France Castel, Franco Fiori mentionne : « ...pour ça il y a un film, un scénario, que j’ai écrit je ne peux pas vous en dire plus exactement sur la teneur, mais j’aimerais pourvoir réaliser ce film-là...». Il a été concurrent à l'émission Tous contre un de l'animateur Marc-André Coallier où il participe en tant que Franco Fiori, mais semble incarner son personnage de Clint Taschereau. 
Il a été démasqué par des gens de TVA, dont le journaliste Dominic Arpin, qui ont visionné une de ses apparitions sur YouTube. Il semble avoir emprunté les traces du québécois Roger Tétrault un autre joueur de tours notoire.
En entrevue à l’émission de Denis Lévesque, il mentionne qu’il souhaitait être drôle et il voulait « … que les gens qui étaient chez eux qui prennent leurs toasts qui regarde ça et qu’ils se mettent à rire de l’individu qui était là à la télé, car dans le fond mes personnages sont des caractères type d’une certaine façon […] ultimement c’était de créer une forme de caméra cachée inversée...». 